# معوقات في الإدارة المدرسية
يواجه مدير المدارس مشكلات تؤثر على عمهلهم الإداري وهذه المشكلات متعددة المصادر منها المتعلق بالمدرسة ومنها المتعلق بالمعلم ومنها المتعلق بالطلاب، ولكل منها تأثير خاص على مديري المدارس بل بعض هذه المشكلات تكون حاجز قوي أدى إلى عزوف الكثير من المديرين والعودة إلى مهنة التدريس خوفا من تفاقم المشكلات وعدم القدرة لتوصل إلى حلول جذرية.

## وأهم هذه المشكلات
- المشكلات المتعلقة بالإدارة المدرسية:

1. تداخل الصلاحيات: والمقصود هنا هو ان بعض منسوبي إدارة التربية والتعليم يتجاوز حدود عملة وواجباته ومسؤولياته فيتدخل في أمور لا تعنية، إما لمصلحة شخصية أو لجهله بالانظمة.
2. عدم الاهتمام بوضع خطة العمل المدرسي: يجب وضع خطة زمنية تحدد سير العمل بدقة فالعمل التربوي يتطلب الانتظام والدقة ولهذه على المدير الاهتمام بوضع خطة تحدد المعالم الرئيسية للأعمال والمسؤوليات.
3. التردد في اتخاذ القرارات: ان اتخاذ القرارات هي لب العملية التعليمية وتتطلب الكيفية المناسبة للوصول إلى قرار حكيم يتلاءم مع الظروف والمواضيع التي تواجهها الإدارة.
4. تسيب الإدارة المدرسية: تتصف الإدارة التسيبة بالفوضى من قبل المدير والعاملين وايضا تتصف بفقدان الاتزان بين الأعضاء وتتعدى إلى الطلاب انفسهم فيتغيبون عن المدرسة ويهملون والواجبات.
5. ضعف العلاقات الإنسانية: تعتبر العلاقات مهمة العمل في التعليم، وتؤدي إلى زيادة الإنتاج وإشباع حاجات الفرد ورضاء نفسة.
6. قلة اجتماعات هيئة المدرسة: تعتبر من الأمور المهمة التي لها الاثر الأكبر على فعالية العمل المدرسي.

- مشكلات تتعلق بالمعلم:

1. عزوف الشباب عن مهنة التدريس: تعتبر مهنة التدريس مهنة شاقة لان المعلم يتعامل مع انسان وليس اله، فهي تحتاج لأشخاص يتميزن بالاتزان والتكيف والتعامل مع الآخرين، رغبة صادقة لتعامل معهم.
2. المدرس الجديد بالمدرسة: يواجه المعلم الجديد مشكلات بالتعامل مع الطلاب أو أولياء الأمور أو التعيين في منطقة بعيدة أو سوء معاملة الموظفين، قد تسبب بكراهية المعلم للمهنة وعدم الرغبة فيها .
3. ضعف مستوى مدرسي المادة :وتنحصر في مستوى التدريس وضعف مهارات العمل وعدم القدرة على التخطيط الجيد لدروس .
4. غياب وتأخر المعلمين :قد يؤدي الغياب والتأخير عن العمل إلى تعطيل الدراسة في الفصول، وإهمال الطلاب والاخلال بالنظام العام .
5. قلة استخدام الوسائل التعليمية :من المؤسف وجود بعض المعلمين لا يهتمون بالوسائل التعليمية مع وجودها في المدارس.

- مشكلات متعلقة بالطلاب:[3]

1. التأخر الصباحي: حيث يعاني الكثير من المديرين من هذه المشكلة ومن أسبابها النوم المتأخر، البعد عن المدرسة وجود مشكلات عائلية وغيرها .
2. التأخر الدراسي: وهي مشكلة تربوية اجتماعية، وتشغل تفكير التربويين، وسبب هذه المشكلة الحالة النفسية العقلية لدى الطالب فتشكل عجزا لدية .
3. إثارة الشغب والعدوان :يكثر انتشار هذا النمط بين الطلاب في مختلف المراحل التعليمية ويتفاوت حسب كل مرحلة .
4. عدم الاهتمام بصحة الطالب :يواجة الكثير من الطلاب مشكلات متنوعة منها السهل ومنها العسير، ويحدث في الغالب سهولة التعرف على الطلاب الذين لديهم مشكلات صحية .
5. عدم اشراك الطلاب بالانشطة المدرسية :ان الانشطة اللامنهجية تعود بالكثير من الفوائد على الطلاب ومنها التعاون وتحمل المسؤولية والإخلاص، ويعود عزوف الطلاب عن الحالة النفسية والاجتماعية .